# Crisi finanziaria asiatica

I Paesi più interessati dalla crisi finanziaria del 1997.

La crisi finanziaria asiatica fu una crisi finanziaria che interessò alcuni paesi del Sud-est asiatico alla fine del XX secolo, tra il 1997 e il 1998.
Causata da una serie di speculazioni finanziarie che provocarono una forte svalutazione della moneta e lo sganciamento delle divise interessate dal valore del dollaro, la crisi fu causata dal pesante indebitamento del settore privato (banche e imprese), che provocò il ritiro improvviso dei capitali (tecnicamente un deflusso) da parte degli investitori stranieri e degli istituti di credito.
La crisi si manifestò in vari aspetti: dall'attacco speculativo sulle valute dei paesi interessati, causandone un significativo deprezzamento, al crollo del mercato azionario e immobiliare, fattori che furono accompagnati da catene di fallimenti di imprese, banche e istituzioni finanziarie. Essa, scaturita dal settore finanziario, si ripercosse con serie conseguenze sull'economia e sul piano sociale (aumento della disoccupazione, carovita), non determinando tuttavia un impatto di grande portata sulle bilance di pagamenti (i disavanzi furono sostanzialmente contenuti dal freno alle importazioni indotto dalla recessione) e sulla crescita economica, che anzi furono susseguentemente beneficiate dalla riduzione del valore delle divise e dalla diminuzione dei prezzi delle esportazioni, complice anche una congiuntura di bassi costi del petrolio. Negli anni successivi i paesi interessati dalla crisi sarebbero passati dalla condizione di debitori netti a quella di creditori, testimoniata dal raggiungimento del saldo positivo delle parti correnti con l'estero.
L'inversione del flusso di capitali tra il 1996 e il 1997 ammontò a circa 105 miliardi di dollari, più del 10% del Pil di tutte le economie asiatiche. I flussi finanziari nelle economie della regione dell'Asia orientale e del Pacifico passarono dai 26 miliardi di dollari del 1990, ai 100 miliardi del 1997. Molti dei fondi di questi flussi erano costituiti da Investimenti diretti esteri e da prestiti bancari. Ai fini della crescita economica, gran parte di questa liquidità apparve in eccesso rispetto alle capacità e alle esigenze del sistema economico, andando ad alimentare uno sviluppo essenzialmente speculativo (in particolare nel settore immobiliare, come rivelò il caso thailandese, cui si rimanda appresso), che tuttavia contribuì alla portata generale e ai risvolti successivi del cosiddetto "miracolo asiatico" (o delle "tigri asiatiche").

## Contesto economico e cause
L'est asiatico, nei tre decenni precedenti la crisi, era cresciuto più velocemente di qualsiasi altra economia mondiale, abbattendo drasticamente il proprio tasso di povertà e alzando il reddito medio procapite. L'economia galoppava a tassi di crescita sostenuti, frutto di politiche governative orientate su un forte risparmio e sulla scelta di investimenti oculati in ambito nazionale. Le oscillazioni della congiuntura mondiale furono ben sopportate dalle economie orientali dando origine a quello che fu definito, come già accennato, il "miracolo asiatico". Particolare attenzione era stata rivolta alla ristrutturazione del settore dell'istruzione e alla promozione di politiche industriali atte all'annullamento del gap tecnologico con l'Occidente. La regione asiatica poté inoltre riqualificarsi sul piano turistico ed industriale, grazie soprattutto ad un ammodernamento delle vie di comunicazione e dei sistemi di trasporto. Come osservato dall'economista americano Joseph Stiglitz fu inoltre determinante, per il fiorente sviluppo, la capacità di redistribuzione della ricchezza accumulata, che aveva migliorato le condizioni di vita di decine di milioni di abitanti senza trascurare obiettivi di macrostabilità internazionale.
I decenni di espansione economica erano stati assicurati dalla facilità con cui veniva erogato il credito bancario (forte dilatazione del credito privato, denominato in buona parte in dollari, che nel biennio 1996-1997 sfiorò per ciascun anno i 60 miliardi), dal mantenimento di bassi tassi d'interesse, mentre l'andamento dei corsi azionari appariva confermare la tendenza espansiva. Ciò era potuto accadere in presenza di un settore finanziario deregolamentato e fragile, con istituti di credito che, pur sottocapitalizzati, premevano su investimenti interni ed esteri, sicuri di un eventuale intervento dei governi in caso di insolvenza (pur in assenza di un prestatore di ultima istanza). Allo stesso modo, anche le imprese apparivano eccessivamente indebitate e esposte ai rischi della volatilità di investimenti a breve termine, soggetti alle variazioni dei saggi internazionali.
Con queste premesse, la crisi scoppiata nel luglio 1997, prese di sorpresa osservatori economici e istituzioni internazionali e apparve in contrasto col torno di tempo pregresso di crescita sostenuta, allorché per la regione asiatica, il FMI aveva previsto un perdurare dei fattori economici favorevoli. Il crollo della moneta thailandese nel luglio 1997 fu occasione per lo scatenamento di attacchi speculativi prima a danno della valuta del paese più prossimo, la Malaysia (la quale, non accettando il piano del FMI, nel 1998 introdusse rigidi controlli sulla movimentazione di capitali), poi dell'Indonesia, e infine della Corea del Sud, l'economia più sviluppata tra quelle colpite, assieme al Giappone.

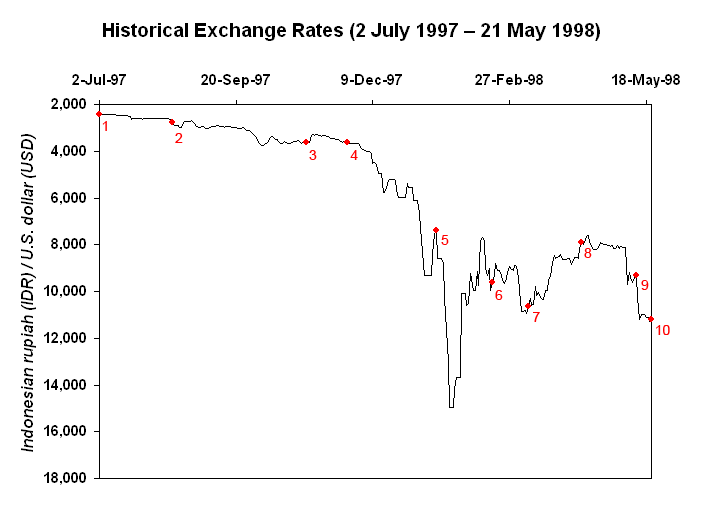
Andamento della Rupia indonesiana (rispetto al dollaro americano) tra il 2 luglio 1997 (giorno della svalutazione del Baht thailandese) e il 21 maggio 1998 (giorno delle dimissioni di Suharto)

Il fattore scatenante risultò essere l'ancoraggio delle divise nazionali al dollaro (dollarizzazione), che dal 1995 andò incontro a una rivalutazione del cambio. La relativa debolezza del dollaro aveva garantito la competitività delle merci di Indonesia, Malaysia e Thailandia, fino a che queste non hanno visto erodere il proprio export dall'alto livello dei prezzi determinato da un cambio eccessivamente rivalutato (rispetto allo yen, apprezzamento aggravato dalla svalutazione dello yuan cinese). La crisi valutaria fu determinata, oltreché dalla natura degli investimenti esteri a breve termine (prontamente ritirati dagli investitori stranieri), dalla conversione delle attività nazionali e dei portafogli delle imprese in valuta estera, fattore che aggravò la crisi di liquidità dei governi.
La crisi mise in evidenza un altro fattore, tipico delle economie regionali (come quelle dell'ASEAN) e del mondo globalizzato: l'effetto contagio a partire da un singolo paese sulle economie circostanti. La svalutazione del baht thailandese indusse negli investitori internazionali (i mercati) il timore che altri paesi avrebbero proceduto alla svalutazione delle proprie monete, al fine di stimolare le esportazioni, ridurre il costo del debito e proteggersi dal ribasso del costo delle importazioni. Gli stessi investitori, quindi, avevano interesse a convertire gli investimenti in valuta pregiata, provocando l'inversione della direzione dei flussi (tecnicamente un current account reversal), ovvero il ritiro improvviso dei capitali dai paesi dei quali si avvertisse il rischio di svalutazione.

## Thailandia

### L'epicentro della crisi
Si ritiene che l'inizio della crisi vada fissato alla data del 2 luglio 1997 e che la regione thailandese ne vada considerato l'epicentro. La moneta nazionale (il baht), scambiata fin dalla metà degli anni ottanta con un tasso fisso di 25:1 rispetto al dollaro, subì quel giorno una svalutazione del 15% del suo valore nominale. L'economia thailandese era cresciuta, tra il 1985 e il 1996, con tasso annuo record del 9%, spingendo (fino al 1996) hedge fund americani ad affrontare transazioni per un valore complessivo di circa 400 milioni di dollari in valuta thailandese. La Thailandia, che aveva conosciuto negli anni immediatamente precedenti la liberalizzazione del mercato dei capitali sotto l'influenza del FMI e del Tesoro americano, conobbe l'incremento dei flussi e degli scambi di capitale fino al 14% del Pil. Già alla fine del 1996 erano apparsi evidenti i segnali di crisi del mercato immobiliare del settore privato, che risultava essere in gravi difficoltà nel ripianamento dei debiti esteri.
Tra il 14 e il 15 maggio 1997, il baht thailandese era stato colpito da pesanti attacchi speculativi che tuttavia non convinsero il Primo Ministro Chavalit Yongchaiyudh a svalutare immediatamente la moneta (la quiete del governo thailandese fu uno dei fattori di aggravamento della crisi finanziaria, incerto sulle misure di svalutazione, che avrebbero nuociuto alle importazioni, col rischio di una recrudescenza dei fenomeni inflativi). Circa 2 mesi dopo i primi attacchi speculativi, lo stesso 2 luglio, il baht fu sganciato dal paniere di divise internazionali (dollaro, yen e marco) e lasciato fluttuare sul mercato nazionale. I tentativi di difendere la moneta, prima attraverso il ricorso alle riserve di valuta, poi mediante svalutazioni sempre più incontrollate e il rialzo dei tassi di interesse, non ebbero seguito alcuno, se non quello di spingere nuovi speculatori ad approfittare dell'ulteriore debolezza della divisa e provocare il fallimento di aziende (come la Finance One). La fuga dei capitali, sospinta dal timore di ulteriori svalutazioni, alimentava il circolo vizioso della crisi finanziaria, gettando in difficoltà gravi le banche e le imprese del paese.
Con due approvazioni datate 11 e 20 agosto 1997, il FMI cercò di arginare la crisi effettuando un prestito al governo thailandese di oltre 20 miliardi di dollari per risanare il deficit nazionale e ripristinare la fiducia del mercato dei cambi nel baht. Questa azione sollevò tuttavia alcuni sospetti apparendo come il tentativo di fornire valuta pregiata per rimborsare le banche occidentali che avevano contratto prestiti con le aziende thailandesi. Paradossalmente i fondi versati dal FMI non fecero altro che alimentare le speculazioni e la fuga di capitali dall'economia thailandese, tanto che il nuovo tasso vantaggioso (ma insostenibile per un'economia in piena crisi) del baht convinse i possessori di valuta a convertire i propri patrimoni in valuta statunitense e a trasferirli rapidamente all'estero. A fine ottobre il bath arrivò a subire una svalutazione di più del 60% rispetto al 1996.
Insieme al cospicuo finanziamento il FMI presentò alle istituzioni l'attuazione di un piano di "aggiustamento strutturale" (come è indicata nel gergo economico-burocratico dell'istituzione l'applicazione di misure di taglio del disavanzo e della spesa pubblica, unita a provvedimenti di liberalizzazione e privatizzazione). Il pacchetto di "riforme strutturali" previde, infatti, oltre alla levitazione dei tassi di interesse, al taglio della spesa pubblica a all'aumento della pressione fiscale, una maggiore apertura e trasparenza del sistema finanziario, unita ad una riforma della legislazione su banche e istituti di credito. Queste misure non mancarono di sollevare ulteriori dubbi sulla "neutralità" del FMI, accusato di minare la sovranità monetaria nazionale in favore di una liberalizzazione del mercato dei capitali a beneficio degli investitori occidentali (e delle imprese transnazionali statunitensi).
Dal 2001 la Thailandia manifestò segnali di ripresa economica. Il nuovo sistema fiscale permise alla nazione di azzerare il proprio deficit nel 2004, con 4 anni di anticipo sulle previsioni. Nel novembre 2006 il baht raggiunse il suo precedente record di cambio di 36,5 col dollaro e dal maggio successivo si è regolarmente stabilizzato sui 33 baht per dollaro. Nel marzo 2008 la moneta veniva scambiata con un tasso di 31 baht per dollaro e il continuo rafforzamento spinse il governo thailandese a prevedere una crescita economica sostenuta negli anni successivi.

## Indonesia

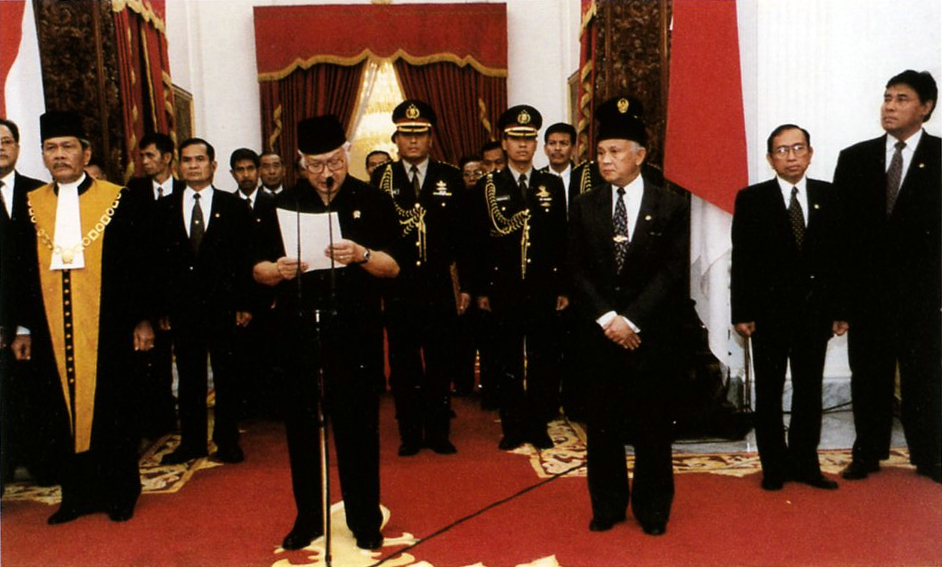
Il presidente indonesiano Suharto rassegna le dimissioni il 21 maggio 1998 dopo tre decenni di potere ininterrotto, Palazzo della Merkeda, Giacarta.

Nel giugno 1997 l'Indonesia sembrava ancora lontana da una possibile crisi economica. A differenza della Thailandia, aveva subito con minore intensità il fenomeno del leverage, potendo vantare un'inflazione contenuta, un surplus nella bilancia commerciale (di ca. 900 milioni di dollari), riserve in valuta estera per un totale di circa 20 miliardi di dollari e un sistema bancario più solido. Nel luglio 1997, mentre la Thailandia era alle prese con i problemi di svalutazione del baht, l'Indonesia acconsenti ad aumentare il trading band (banda di oscillazione) della rupia dall'8% al 12%. Gli attacchi speculativi subiti dalla valuta costrinsero tuttavia il governo, nell'agosto dello stesso anno, a reintrodurre la flessibilità del cambio, dando luogo alla svalutazione della moneta.
L'FMI intervenne prontamente con un finanziamento a credito di 23 miliardi di dollari, producendo il rialzo della domanda in valuta pregiata e inondando il mercato indonesiano di valuta nazionale. La rupiah toccò così nel settembre 1997 il suo minimo storico.
Benché la crisi fosse iniziata fin dall'estate gli effetti cominciarono a farsi sentire sui bilanci delle imprese indonesiane nel novembre successivo. Le imprese, che si erano indebitate fortemente in valuta USA, dovettero far fronte agli insostenibili costi dettati dalla svalutazione della rupiah, acquistando dollari per ripagare i propri creditori e contribuendo ad un'ulteriore svalutazione. La crescita del tasso d'inflazione e conseguentemente dei prezzi degli alimenti scatenò rivolte in tutto il Paese, conclusesi con più di 500 morti nella sola Giacarta. La grave disoccupazione e il carovita riaprirono lotte inter etniche che erano rimaste sopite (l'ostilità nei confronti della comunità cinese), e parzialmente attenuate dal passato sviluppo economico. Nel febbraio 1998, il presidente Suharto licenziò il governatore della Banca centrale indonesiana. Ciò non produsse reali miglioramenti costringendo il presidente stesso a dimettersi nel maggio successivo.
Il cambio indonesiano, che prima della crisi si era stabilizzato sulle 2000 rupie per dollaro, toccò picchi di 18000 rupie per dollaro durante il periodo di recessione economica, subendo a gennaio 1998 una svalutazione dell'85%. Nel corso dello stesso anno l'Indonesia subì una variazione negativa del proprio PIL pari al 13,5%.

## Corea del Sud
La Corea del Sud era riuscita dopo la guerra a formulare una strategia di crescita economica, che le aveva permesso di incrementare di otto volte il reddito pro capite in tre decenni. La riduzione dell'analfabetismo e i forti investimenti per colmare il gap tecnologico con le principali economie mondiali le avevano permesso all'inizio degli anni novanta di diventare membro stabile dell'OCSE e di divenire una delle principali produttrici di microchip.
La crisi in questo paese fu innescata da problemi strutturali legati al forte indebitamento delle proprie grandi imprese con creditori esteri. Il livello di scambio dei flussi di capitale raggiunse il 9% del Pil. All'inizio del 1997, si ebbero i fallimenti della Hanbo Steel e della Sammi Steel, due delle maggiori conglomerate del paese. Nello stesso anno, mentre la Thailandia veniva risucchiata nel baratro della recessione, l'istituto di rating finanziario Moody's decise di declassare la Corea dal livello A1 al livello A3 e, successivamente, al livello B2. Alla base della decisione sembrava esserci, oltre al trend negativo in cui i mercati asiatici si stavano incanalando, la richiesta da parte del colosso coreano Kia Motors di un prestito di emergenza.
Le banche occidentali decisero quindi di non rinnovare i propri prestiti alle imprese coreane, limitando fortemente l'afflusso vitale di capitali e paralizzando l'economia. La borsa coreana perse il 4% del proprio valore nella sola giornata del 7 novembre 1997, e il 7% il giorno successivo. Il 24 novembre le richieste di pesanti "riforme strutturali", formulate dal FMI a fronte di un prestito, fecero crollare i titoli coreani del 7,2%. Samsung perse oltre 5 miliardi di dollari durante la crisi, e Daewoo fu assorbita dal gruppo americano GM. Il cambio passò da 800 won per dollaro ad oltre 1800 (la svalutazione giunse al 110%).
A distanza di alcuni anni, nonostante la crisi abbia costretto alla bancarotta numerose compagnie nazionali, la Corea del Sud è riuscita dal 1997 ad oggi a triplicare il proprio PIL, mantenendo il ruolo di una tra le più attive e fiorenti economie mondiali. A tal proposito è sufficiente notare come dal 1960 al 2005 il PIL pro capite sia passato, in termini nominali, da 80 dollari a 21.000 dollari. Gli effetti maggiori della crisi si sono fatti sentire sul debito pubblico, quasi triplicato dal 13 al 30% negli ultimi 10 anni.

## La fuga dei capitali e il ruolo del FMI
(Joseph Stiglitz, La globalizzazione e i suoi oppositori)
Il ruolo del Fondo Monetario Internazionale (FMI) nella crisi asiatica scoppiata nel 1997 è stato lungamente dibattuto in ambito economico, raccogliendo le maggiori critiche da parte dell'economista americano ed ex vicepresidente della Banca Mondiale Joseph Stiglitz.
Quest'ultimo ha aspramente criticato l'operato del fondo sia prima che durante la crisi asiatica, accusandolo di aver inutilmente esposto economie con alti tassi di risparmio alla volatilità dei capitali esteri, nonché di aver versato ingenti somme nelle casse dei paesi in difficoltà con l'unico scopo di rimborsare le banche creditrici occidentali e causando ulteriori danni alle economie già in difficoltà. Accuse giunsero anche per la leggerezza dimostrata dal FMI nella valutazione della situazione asiatica, il cui studio, col titolo altisonante "The East Asian Miracle", fu commissionato solo a seguito delle pressioni esercitate dal governo giapponese (che se ne accollò i costi).
È opinione dell'economista americano che le istituzioni internazionali non vedessero di buon occhio le ingerenze dei governi orientali, che avevano dato il via a sviluppi così floridi in aperto contrasto con le politiche liberali occidentali. A fronte di una richiesta di rapida liberalizzazione del mercato finanziario e dei capitali, i governi asiatici avevano preferito intraprendere un passaggio graduale; alle privatizzazioni sul modello americano, avevano risposto sovvenzionando le imprese strategiche per l'interesse del paese.
Stiglitz afferma inoltre che, alla base di un così rapido sviluppo economico, vi fu anche la capacità degli stati asiatici di limitare le diseguaglianze riducendo la povertà e impegnandosi in un'equa redistribuzione della ricchezza accumulata, requisiti fondamentali per promuovere lo sviluppo industriale e tecnologico. In definitiva, mentre i governi asiatici si preoccupavano di plasmare e dirigere i mercati, il FMI avrebbe preferito un ruolo da comprimari per questi ultimi, promuovendo un'ulteriore liberalizzazione del mercato dei capitali senza valutarne le conseguenze economiche. Le "riforme strutturali" richieste proprio dal FMI come condizione indispensabile per il versamento di capitali d'aiuto, avrebbero avuto proprio lo scopo, secondo Stiglitz, di avvantaggiare le speculazione dei creditori esteri, causando ulteriori danni a economie già in forte recessione. In particolare, apparve sproporzionato il rialzo dei tassi di interesse imposto ai governi, che furono fissati al 25%, e in alcuni casi lasciati levitare fino al 40%, saggi che per imprese già eccessivamente indebitate a causa della crisi apparvero devastanti.
Stiglitz ha avvalorato le sue tesi attirando l'attenzione sul caso malese, indicato come esempio di economia che ha saputo reagire prontamente alla crisi proprio ignorando i dettami del FMI, riferendosi principalmente alle politiche del primo ministro malese Mahathir Mohamad mirate all'abbattimento dei tassi di interesse e a limitare il deflusso dei capitali speculativi, imponendo una severa regolazione alla movimentazione dei capitali (anche se il suo esito non si rivelò granché efficace).